# Nelly Moretto
Nelly Pozzoli, más conocida por su apellido de casada como Nelly Moretto (Rosario, 20 de septiembre de 1925 - Buenos Aires, 24 de noviembre de 1978) fue una compositora y pianista, pionera en la Argentina en la composición de música electroacústica y electrónica.

## Biografía
Nelly Pozzoli nació en Rosario el 20 de septiembre de 1925. Estudió en el Conservatorio Nacional de Buenos Aires; y luego continuó formándose en el Instituto Torcuato di Tella. Posteriormente siguió estudiando en la Universidad de Illinois. A su regreso a la Argentina estudió técnicas contemporáneas con el músico Juan Carlos Paz. Luego, comenzó a componer sus primeras obras para música de cámara y sinfónica. En la década de 1960, mientras trabajaba en el instituto de electrónica de la Universidad de Buenos Aires, empezó a incorporar técnicas electroacústicas a las tradicionales. De esta forma, comenzó a introducir elementos extramusicales, como danzas, cinta magnética y conjuntos instrumentales. Trabajó durante un tiempo en el estudio de electrónica Estudio de Fonología Musical (EFM) de la Universidad de Buenos Aires.
Fue miembro de la Agrupación Nueva Música desde 1951 hasta su fallecimiento, dentro de la cual llegó a ser vicepresidenta desde 1970; y participó en su labor educativa.
Falleció en Buenos Aires el 24 de noviembre de 1978.

## Vida personal
Se casó con Orestes Moretto, un ingeniero civil, especializado en mecánica de suelos, miembro de la Academia Nacional de Ciencias de la Argentina. Tuvo dos hijos: Marcia, bailarina clásica que luego se orientó a la danza moderna; y Gustavo Moretto, músico, compositor, pianista y trompetista argentino, precursor de la música de fusión del jazz, el rock y el tango; e integrante de las bandas Alma y Vida, Alas, Invisible y la Banda Spinetta.

## Obras
Entre sus obras destacadas se incluyen:
- Composición 9a para dos grupos instrumentales, cinta, danza y luces, 1965
- Composición 9b para cinta, 1966
- Coribattenti para cuarteto de cuerdas y cinta, 1967
- Composición n.° 13: In Memorian J. C. Paz para trompeta y cinta, 1972
- Composición n.° 14: Bah! le dije al tiempo para violín, trompeta, piano y cinta, 1974/1975